# Käte Frankenthal

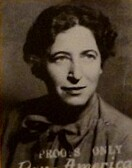
Käte Frankenthal

Käte Frankenthal (* 30. Januar 1889 in Kiel; † 21. April 1976 in New York City) war eine deutsche Ärztin und sozialdemokratische Politikerin. Ab 1933 schrieb sie unter dem Pseudonym Käte Kenta, K. Kenta oder Kenta.

## Leben
Käte Frankenthal war eine Tochter des Kaufmanns und Vorsitzenden der jüdischen Gemeinde von Kiel Julius Frankenthal und der Cäcilie Goldmann. Sie legte 1909 das Abitur ab und begann danach mit dem Studium der Medizin an den Universitäten Kiel, Heidelberg, Erlangen, Freiburg, Wien und München, welches sie am 18. September 1914 mit einer Promotion an der Christian-Albrechts-Universität zu Kiel abschloss. Sie gehörte zu den ersten Frauen, die an einer deutschen Universität das medizinische Staatsexamen ablegten. Anschließend arbeitete sie u. a. fünf Monate am Rudolf-Virchow-Krankenhaus in Berlin. Trotz ihrer pazifistischen Gesinnung wollte sie den Soldaten im Ersten Weltkrieg medizinisch zur Seite stehen. Für die deutsche kaiserliche Armee kam dieses Ansinnen völlig überraschend. Militärärztinnen waren bislang nicht vorgesehen. Die österreichisch-ungarische Armee nahm die Ärztin dann in ihre Reihen auf. Bis Anfang 1918 diente Käte Frankenthal in Frontlazaretten der Karpathenarmee. Von dort kehrte sie nach Berlin zurück.
Noch während des Krieges wurde sie Mitglied der SPD. 1923 trat sie aus der jüdischen Gemeinde aus.
Sie erhielt 1918 eine Anstellung als Assistenzärztin an der Berliner Charité, wo sie bis 1924 arbeitete. Nebenher betrieb sie eine Praxis, in der sie Ehe- und Sexualberatung durchführte und als engagierte Gegnerin des gesetzlichen Verbots des Schwangerschaftsabbruchs (§ 218) kostenlos Verhütungsmittel verteilte sowie bei der Beschaffung von Wohnraum, Nahrung und Kleidung ihrer vorwiegend armen Klientel behilflich war.
Politisch engagierte sie sich zunächst in der SPD, wo sie zum linken Flügel gehörte. Zunächst von 1920 bis 1925 Bezirksverordnete für die Partei im Bezirk Tiergarten wurde sie 1925 in die Berliner Stadtverordnetenversammlung gewählt, der sie bis 1931 angehörte. Sie war Gesundheits- und Wohlfahrtsdeputierte, arbeitete im Haushaltsausschuss mit und gehörte dem Parteivorstand an. 1928 wurde sie zur Stellvertreterin des Stadtarztes Richard Schmincke und zur Schulärztin für den Stadtbezirk Neukölln gewählt. 1931 rückte sie als Abgeordnete ein Jahr vor Ende der Legislaturperiode in den Preußischen Landtag nach und trat im Dezember des Jahres zur neu gegründeten Sozialistischen Arbeiterpartei Deutschlands (SAP) über. Hier wurde sie im Frühjahr 1932 in den Parteivorstand gewählt, engagierte sich für eine sozialistische Gesundheitspolitik und kandidierte im April bzw. November des Jahres erfolglos für den Preußischen Landtag bzw. den Reichstag.
Nach der Machtergreifung durch die Nationalsozialisten wurde sie entlassen, da sie als „national unzuverlässig“ und „nichtarisch“ galt. Schon Ende März 1933 verließ sie NS-Deutschland und kam über Prag, Zürich und Paris schließlich 1936 nach New York City. „Ich passte in jede Kategorie, die von den Nazis verabscheut wurde; Jüdin, Sozialistin, Volksvertreter, emanzipiertes Weib … Ich hatte nichts mehr in Deutschland zu tun …“ In New York absolvierte sie eine Lehranalyse bei dem Psychoanalytiker Harry Stack Sullivan und betrieb bis ins hohe Alter eine eigene psychoanalytische Praxis.
In Berlin-Rudow wurde 1996 eine Straße nach ihr benannt.

## Veröffentlichungen
- Beitrag zur Lehre von den durch Balantidium coli erzeugten Erkrankungen. Aus der medizinischen Klinik zu Kiel. Dissertation. Kiel 1914.
- § 218 streichen – nicht ändern. E. Laub, Berlin 1931.
- Der dreifache Fluch: Jüdin, Intellektuelle, Sozialistin. Lebenserinnerungen einer Ärztin in Deutschland und im Exil. Hrsg. von Kathleen M. Pearle & Stephan Leibfried. Campus-Verlag, Frankfurt / New York 1981, ISBN 3-593-32845-3; Taschenbuchausgabe ebd. 1985, ISBN 3-593-33556-5.

## Zeitschriftenbeiträge (Auswahl)
Das Blaue Heft. Prag.
- Neubeginn. 12 (1933), Heft 9 (Dezember), S. 276–279.

Der sozialistische Arzt. Vierteljahreszeitschrift des »Vereins sozialistischer Ärzte«.
- Ärzteschaft und Faschismus. 8. Jg. (1932), Heft 6 (Juni), S. 101–107 (Textarchiv – Internet Archive).
- Wirtschaftsnot und Volksgesundheit. 8. Jg. (1932), Heft 9–10 (September–Oktober), S. 173–174 (Textarchiv – Internet Archive).

Die Gemeinde.
- Kommunale Gesundheitspflege. 5 (1928), S. 1011–1014.
- Zur Reform des öffentlichen Gesundheitswesens. 7 (1930), S. 772–776.

Die Genossin.
- Die biologische Tragödie der Frau. 5 (1928), Heft 1 (Januar), S. 10–13.
- Städtische Gesundheitspflege. 5 (1928), Heft 7 (Juli), S. 236–239.
- Zur Frage der Geburtenregelung. 6 (1929), Heft 9 (September), S. 388–391.

Die neue Weltbühne. Prag.
- Eheförderung. (Pseudonym Käte Kenta) 31 (1935), Heft 50 (12. Dezember), S. 1577–1579.
- Konzentrationslager für Frauen. (Pseudonym Käte Kenta) 32 (1936), Heft 4 (23. Januar), S. 100–104.
- Frauen zur Einheitsfront. 32 (1936), Heft 5 (390. Januar), S. 137–138.
- Im Konzentrationslager für Frauen. (Pseudonym Käte Kenta) 32 (1936), Heft 8 (20. Februar), S. 236–238.

Gesundheit und Wohlfahrt. Revue Suisse d’Hygiene. Zürich.
- Krise und Volksgesundheit. (Pseudonym Dr. K. Kenta) 1934, S. 446–452.

Internationales ärztliches Bulletin. Prag. Zentralorgan der »Internationalen Vereinigung Sozialistischer Ärzte«.
- Gesundheitspolitisches aus dem neuen Deutschland. (Pseudonym K. Kenta) 2. Jg. (1935), Heft 4 (April), S. 55–57 (Textarchiv – Internet Archive).
- Gegen den Abtreibungsparagraphen! 2. Jg. (1935), Heft 8–9 (November–Dezember), S. 112–117 (Textarchiv – Internet Archive).
- Die Reichsärzteordnung. (Pseudonym K. Kenta) 3. Jg. (1936), Heft 1 (Januar), S. 12–15 (Textarchiv – Internet Archive).
- Kongress für vorbeugende Medizin. 3. Jg. (1936), Heft 2–3 (März–April), S. 33–34 (Textarchiv – Internet Archive).
- Ärzte und Naturheilkundige in Deutschland. (Pseudonym K. Kenta) 3. Jg. (1936), Heft 4 (Mai), S. 45–46 (Textarchiv – Internet Archive).

Sozialärztliche Rundschau. Wien.
- Das Problem der unerwünschten Schwangerschaft. 2 (1931), Heft 6, S. 99–100.
- Hitlers erster Jahresplan. 4 (1933), Heft 5 (Mai), S. 69–72.
- Faschismus und Sozialpolitik. (Pseudonym Kenta) 4 (1933), Heft 5 (Mai), S. 72–73.
- Das Gesetz gegen Arbeitslosigkeit in Deutschland. (Pseudonym K. Kenta) 4 (1933), Heft 6 (Juni), S. 87–88.
- Bevölkerungs- und Gesundheitspolitik im Dritten Reich. (Pseudonym Kenta) 4 (1933), Heft 6 (Juni), S. 97–99.
- Deutsche Ärzte bereiten den Krieg vor. (Pseudonym Kenta) 4 (1933), Heft 7 (September), S. 115–116.
- Deutschland. (Pseudonym Kenta) 4 (1933), Heft 7 (September), S. 116–117.
- Ärzte als Baumeister im Dritten Reich. (Pseudonym K. Kenta) 4 (1933), Heft 8 (Oktober), S. 135–136.
- Das Massenelend im Dritten Reich. (Pseudonym K. Kenta) 4 (1933), Heft 9 (November), S. 146–149.
- Deutschland von heute. (Pseudonym K. Kenta) 4 (1933), Heft 10 (Dezember), S. 166–168.
- Deutschland von heute. (Pseudonym K. Kenta) 5 (1934), Heft 2 (Februar), S. 30–31.

Sozialistische Arbeiterzeitung.
- Warum nicht mehr SPD? Genossin Käte Frankenthal begründet ihren Übertritt zur SAP. 25. Dezember 1931 (Ausgabe 46), S. 6 (fes.de)